# Lubianka (dopływ Kamiennej)
Lubianka – rzeka w centralnej Polsce, prawobrzeżny dopływ rzeki Kamiennej.
Na całym odcinku płynie przez Sieradowicki Park Krajobrazowy w województwie świętokrzyskim. Rzeka bierze początek w okolicy Rezerwatu Góra Sieradowska, podobnie jak druga z rzek Swiślina, na której zbudowana jest zapora w Wiórach.
Na Lubiance zbudowany jest zalew w Starachowicach
- źródło – Siekierno Nowa Wieś (gmina Bodzentyn, powiat kielecki)

- ujście – Starachowice Michałów (powiat starachowicki, województwo świętokrzyskie)

- zbiorniki na rzece:
  - Zalew Lubianka